# 国立現代美術館 (韓国)
国立現代美術館（こくりつげんだいびじゅつかん ハングル: 국립현대미술관; ハンチャ: 國立現代美術館; RR: Gungnipyeondaemisulgwan 頭字語：MMCA）は、大韓民国京畿道果川市のソウル大公園、ソウル市内の現代美術の美術館である。景福宮東側、徳寿宮および忠清北道清州市に施設がある。 国内唯一の国立美術館として1969年に設立され、韓国の近現代美術とさまざまな時代の国際美術を収蔵し展示する。 

## 沿革
1969年にソウルの景福宮内で開館し、1986年にソウル大公園に移転（現・国立現代美術館果川館）。分館として1998年に徳寿宮美術館（現・国立現代美術館徳寿宮館）を開く。2013年11月13日には、ソウル都心の景福宮近くに同・ソウル館を設けた。さらに2018年12月27日に、忠清北道清州市に同・清州館（国立美術品収蔵保存センター）を開館した。英文名称も従来の「National Museum of Contemporary Art, Korea」に「Modern」が加わり、略称は「MMCA」となった。
ソウル館のオープンにより、国立現代美術館は各館の役割分担を明確にしている。
- 果川館 - 韓国および世界の現代美術を中心とする
- ソウル館 - 21世紀のいま制作されている現代美術作品およびメディアアートなど新しい形式の作品
- 徳寿宮館 - 20世紀初頭の韓国の近代美術を中心とする
- 清州館 - | 保管および修復を中心とする。収蔵庫を公開して作品を並べ、保管と公開を同時に行う。また保管・修復技術者の育成も行う。

## 各館の建築様式

### 果川館
1969年10月20日に開設された当館は、李氏朝鮮時代の王宮であった景福宮内に設けた4施設の最初であり、1973年に徳寿宮（ソウル市中区貞洞）に移された。ソウル大公園の複合施設（京畿道果川市莫渓洞）に1986年に移管される。別称は果川現代美術館（ハングル: 과천현대미술관; RR: Gwacheonhyeondaemisulgwan）。韓国現代美術の発展に貢献するため、収蔵品は1910年以降制作の美術作品を体系的に保存し展示してきた。当館は3階建てで展示面積7万3360 m2、戸外の展示空間3万3000 m2は彫刻庭園を構成する。伝統的な朝鮮半島の城砦と烽火台のすぐそばに位置し、内部は独特な螺旋状に展開して、ナム・ジュン・パイクの最も有名なビデオアート作品の一つ『大台殿』を設置してある。
近年の当館は家族向けの施設となるよう調整を重ねてきた。

### 徳寿宮館

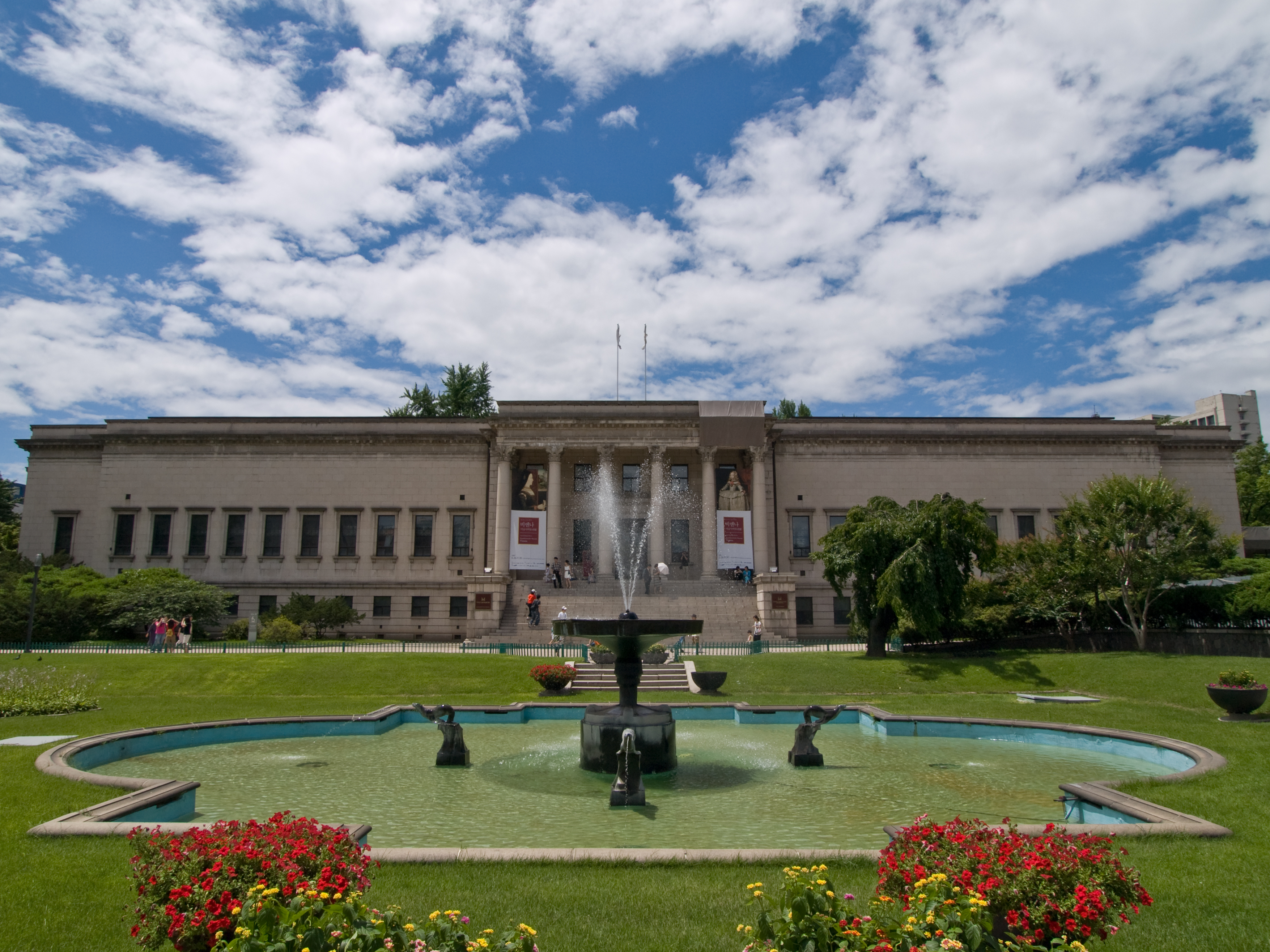
国立現代美術館徳寿宮館（旧徳寿宮石造殿の西館）

MMCAの最初の分館は1998年、ソウル北部に暮らす人々が利用しやすいように徳寿宮の石造殿に移転した
。当館の所在地はソウル市中区世宗大路99番地、展示ホール4ヵ所、休憩できるカフェとレストラン、売店があり、総面積およそ3,428 m2 (36,900 sq ft) を占める。
この分館では開催中の展覧会について専門職の講義を受けたり、作家と学芸員の協議を聴講できる。

### ソウル館

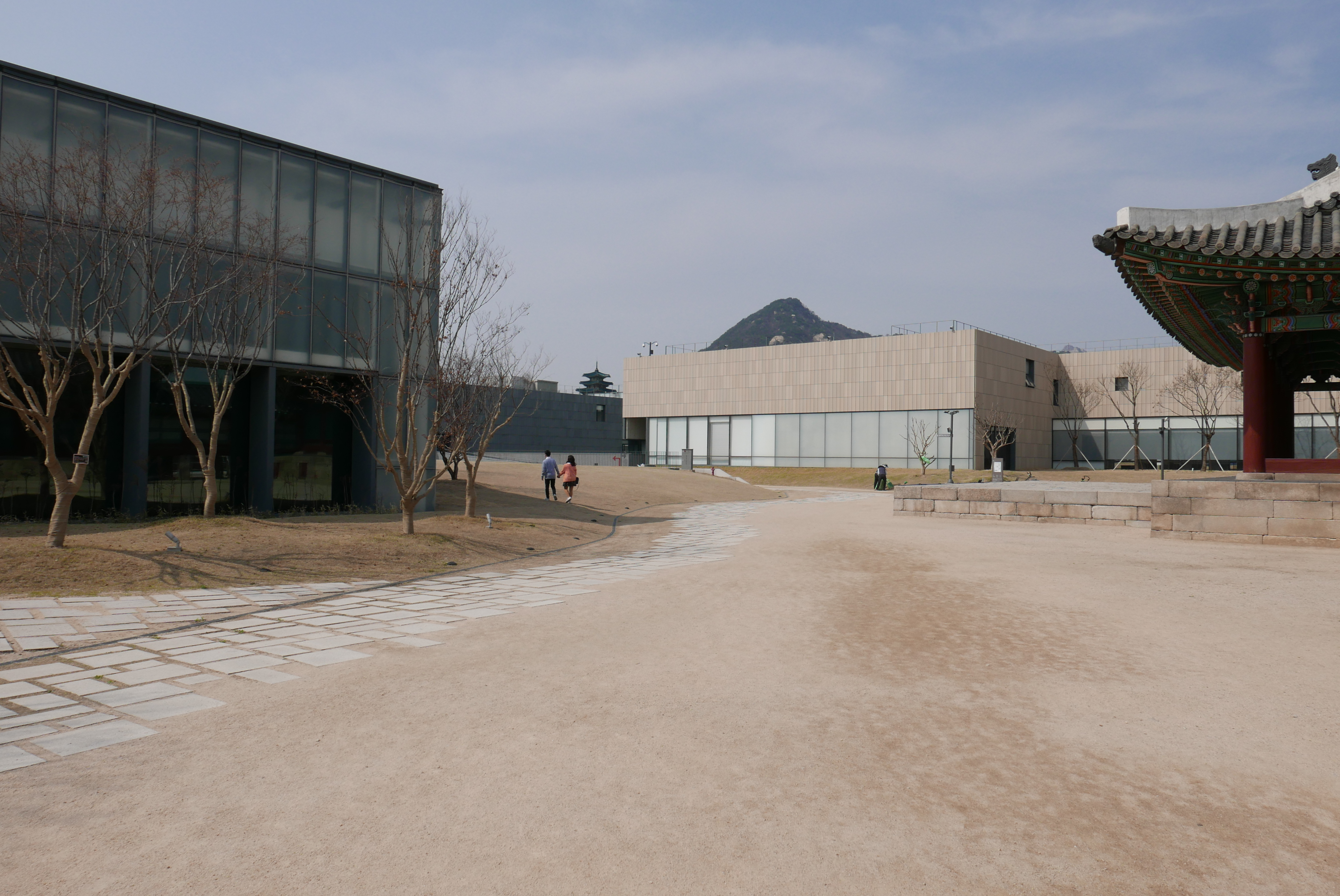
ソウル館

この分館は市内鐘路区に2013年11月13日に門戸を開いた。景福宮の隣、旧国軍機務司令部の敷地と隣地を用いて、設計原理は「マダン」（庭）の概念を取り入れ、建物の外構と内装を周囲の環境にうまく統合した。マダンは一方で公共の娯楽空間として、他方で芸術イベントやプログラムを開催する屋外空間として機能してきた。教育普及活動の一環としてソウル館と果川館で美術館の現職もしくは就職志望者を対象にした専門職コースから学童期コースまで開講する。

### 清州館
国が管理する美術品の保管と保存の機関としてMMCA清州館は2018年、清州市清原区に開設された。当機関では美術品保存の専門家の養成も行ってきた。当施設の趣旨として、政府の国有芸術品管理システム構築のハブとすること、保存と修復により芸術品の価値を文化と芸術の両面で管理し維持すること、国民が芸術と文化に触れて鑑賞し楽しむ機会の拡充が企図された。
| 諸元 | 建設費用            | 約398億ウォン                 |
| 諸元 | 建設規模            | 約2万5000m2（2棟合計）        |
| 諸元 | 土地の用途          | 旧KT&Gタバコ工場跡地          |
| 諸元 | 建設期間            | 2012年–2015年                 |
| 諸元 | 収蔵点数            | 約1万1000点                   |
| 諸元 | 予定施設 （計画時） | - 展示倉庫 - 保存研究センター |

## 年表
- 1969年 - 景福宮後苑の旧朝鮮総督府美術館に国立現代美術館を開館。
- 1973年 - 徳寿宮石造殿に移転。
- 1986年 - ソウル郊外の京畿道果川市に移転。地上3階建て。
- 1998年 - 徳寿宮美術館（朝鮮語版）を徳寿宮内に分館として開館、地上3階建て。元の石造殿西館は中村與資平の設計で、かつて1938年以降に李王家美術館（朝鮮語版）新館として使った。
- 2013年 - ソウル館を開館、地上3階、地下3階建て。用地は景福宮東門の正面にあたり、国軍機務司令部[注釈 2]およびソウル地区軍病院の跡地を当てて病院の建物は一部を残した。また景福宮に近いために高さ制限を受け、展示空間のほとんどは地上1階および地下1階に設けてある。あるいはまた、この場所は宗親府の跡地でもあるため敷地内に宗親府の復元建物も置かれた。
- 2014年 - 国際芸術家レジデンス制度の成果展覧会を主催、会場はMMCA倉洞アートスタジオ（ソウル市中区貞洞（英語版、朝鮮語版））、会期は2014年5月28日–同6月22日[11]。招請した6ヵ国1地域の芸術家9名がUNESCO後援プログラムに参加し、その成果は展覧会とワークショップで披露された[11]。日本から Miyaji Masayuki が参加した[12]。
- 2018年 - 清州館を開館。忠清北道清州市の用地はKT&Gタバコ工場跡地。

## 主な所蔵作品
- ナム・ジュン・パイク「多いほどよい」（ソウルオリンピックのために制作）、「月はもっとも古いテレビだ」など

## 主な出版物
発行年順。
- 朝倉 直巳、崔, 秉讃、崔, 秉昭 著、国際芸術文化振興会、國立現代美術館 (韓国) 編『現代・紙の造形展 : 日本と韓国』国際芸術文化振興会（Japan Art & Culture Assosiation） 、1983年。CRID 1130000794170084864。
- 國立現代美術館 (韓国), ed (1988). Italiana : aspects of avant-garde art in Italy, 1960-1980. CRID 1130000798124601984
- Ahn, Sung-Keum; Cho, Duck-Hyun; Cho, Sung-Mook (1995). Park, Rhai-Kyoung; Di Maggio, Gino; Lee, Yong Woo et al.. eds. The tiger's tail : 15 Korean contemporary artists for Venice '95. Fondazione Mudima, The National Museum of Contemporary Art. CRID 1130282268641099776 ISBN 8886072090
- 新潟県立万代島美術館、國立現代美術館 (韓国)、福岡アジア美術館 編『民衆の鼓動 : 韓国美術のリアリズム1945-2005』韓国国立現代美術館、2007年。CRID 1130000796368480512。
- 國立現代美術館 (韓国), ed (2008). National Museum of Contemporary Art, Korea : my dream palace.  National Museum of Contemporary Art, Korea. CRID 1130000794314458496
- 國立現代美術館 (韓国); National Museum of Contemporary Art, Korea (2008).  [National Museum of Contemporary Art]. CRID 1130282269234441600
- 國立現代美術館 (韓国) 編『国立現代美術館』（日本語）국립현대미술관、2011年。CRID 1130000796099796096。
- Hamilton, Richard (2017). 國立現代美術館 (韓国). ed. Richard Hamilton : Serial obsessions.  National Museum of Modern and Contemporary Art, Korea. CRID 1130000794469645312 ISBN 9788963031729
- Kim, Inhye; Bae, Wonjung (2018). 國立現代美術館 (韓国). ed. Birth of the modern art museum : art and architecture of MMCA Deoksugung. National Museum of Modern and Contemporary Art, Korea. CRID 1130000797946841984 ISBN 9788963031880
- Kim, Seong Eun (2018). 國立現代美術館 (韓国). ed. The curatorial in parallax.  National Museum of Modern and Contemporary Art, Korea. CRID 1130282271590688256 ISBN 9788963031972
- Ku, Helen Jungyeon (2018). 國立現代美術館 (韓国). ed. Architecture as movement : modern architecture in South Korea, 1987-97.  National Museum of Modern and Contemporary Art, Korea. CRID 1130282272424518528 ISBN 9788963031989
- 朴, 栖甫 (2019). 國立現代美術館 (韓国). ed. Park Seo-Bo : the untiring endeavorer.  National Museum of Modern and Contemporary Art Foundation, Korea. CRID 1130003902040210304 ISBN 9791196777104
- 國立現代美術館 (韓国), ed (2019). The square: art and society in Korea 1900-2019 : the fiftieth anniversary exhibition of MMCA Korea.  National Museum of Modern and Contemporary Art Foundation, Korea. CRID 1130003903253198720 ISBN 9791196777128
- Jang, Sunhee (2019). 國立現代美術館 (韓国). ed. What do museums collect?. What museums do.  National Museum of Modern and Contemporary Art, Korea. CRID 1130004954236175616 ISBN 9788963032252
- Bae, Myungji; Seng, Yu Jin; 鈴木, 勝雄 (2019). Awakenings : art in society in asia 1960s-1990s.  National Gallery Singapore. CRID 1130282271020411136 ISBN 9789811166075
- Jang, Sunhee (2020). What do museums change? : art and democracy. What museums do. CRID 1130006728161289377 ISBN 9788963032481
- Lee, Jinshil; 이, 승조 (2020). 國立現代美術館 (韓国). ed. Lee Seung Jio : advancing columns.  National Museum of Contemporary Art. CRID 1130849933715704836 ISBN 9788963032542
- 문, 경원; 전, 준호 (2021). 國立現代美術館 (韓国). ed. 문경원 & 전준호 : 미지에서 온 소식 : 자유의 마을 = [[[:en:Moon Kyungwon|Moon Kyungwon]] & Jeon Joonho : news from nowhere : freedom village].  국립현대미술관 현대차 시리즈 = MMCA Hyundai Motor series.  National Museum of Modern and Contemporary Art. CRID 1130293081067969288 ISBN 9788963032863
- Kim, Namin (2022). 國立現代美術館 (韓国). ed. What do museums connect? : museums in a post-pandemic world. What museums do.  National Museum of Modern and Contemporary Art, Korea. CRID 1130012380798817679
- Young-Hee, Kim; Hyunkyung, Kim; Minji, Hahm; Park, Sang-Chul; Seong, In-geum; Lim, Jae-wan (2023). 國立民俗博物館; 國立現代美術館 (韓国). eds. A collector's invitation : the first anniversary of Lee Kun-Hee's bequest.  National Museum of Korea. CRID 1130299893966922134 ISBN 9788981642617